# 雷米·德·古尔蒙
雷米·德·古尔蒙（法語：Remy de Gourmont，1858年4月4日—1915年9月27日），法国象征主义诗人和小说家。出生于巴佐什欧乌尔姆。曾工作于法国国家图书馆。1915年因中风在巴黎去世。葬于拉雪兹神父公墓。